# Mysłakówko (gromada)
Mysłakówko – dawna gromada, czyli najmniejsza jednostka podziału terytorialnego Polskiej Rzeczypospolitej Ludowej w latach 1954–1972.
Gromady, z gromadzkimi radami narodowymi (GRN) jako organami władzy najniższego stopnia na wsi, funkcjonowały od reformy reorganizującej administrację wiejską przeprowadzonej jesienią 1954 do momentu ich zniesienia z dniem 1 stycznia 1973, tym samym wypierając organizację gminną w latach 1954–1972.
Gromadę Mysłakówko z siedzibą GRN w Mysłakówku utworzono – jako jedną z 8759 gromad na obszarze Polski – w powiecie lipnowskim w woj. bydgoskim, na mocy uchwały nr 24/8 WRN w Bydgoszczy z dnia 5 października 1954. W skład jednostki weszły obszary dotychczasowych gromad Malanowo Stare, Malanówko, Mysłakowo, Suminek i Źródła ze zniesionej gminy Ligowo oraz obszary dotychczasowych gromad Koziróg Leśny i Koziróg Rzeczny ze zniesionej gminy Tłuchowo w tymże powiecie. Dla gromady ustalono 23 członków gromadzkiej rady narodowej.
1 stycznia 1972 z gromady Mysłakówko wyłączono wsie Malanówko, Stare Malanowo i Źródła, włączając je do gromady Ligowo w powiecie sierpeckim w woj. warszawskim, po czym gromadę Mysłakówko połączono z gromadą Tłuchowo w powiecie lipnowskim w woj. bydgoskim, tworząc z ich obszarów gromadę Tłuchowo z siedzibą Gromadzkiej Rady Narodowej w Tłuchowie tamże (de facto gromadę Mysłakówko zniesiono, włączając jej obszar do gromady Tłuchowo).